# ميغيل فلانيو
ميغيل فلانيو بيزونارتيا (بالإسبانية: Miguel Flaño Bezunartea)‏ (مواليد 19 أغسطس 1984 في بنبلونة - إسبانيا) لاعب كرة قدم إسباني يلعب حاليا لصالح نادي الدرجة الأولى أوساسونا الإسباني منذ 2003 في مركز قلب الدفاع .

## روابط خارجية
- ميغيل فلانيو على موقع الاتحاد الدولي (مؤرشف)  (الإنجليزية)
- ميغيل فلانيو على موقع قاعدة بيانات كرة القدم.إي يو (الإنجليزية)
- ميغيل فلانيو على موقع Soccerbase.com (لاعب) (الإنجليزية)
- ميغيل فلانيو على موقع Soccerway.com (الإنجليزية)
- ميغيل فلانيو على موقع كووورة
- ميغيل فلانيو على موقع AS.com (الإسبانية)